# Kobyla Góra
Kobyla Góra (in tedesco Kobylagora, dal 1943 al 1945 Heideberg) è un comune rurale polacco del distretto di Ostrzeszów, nel voivodato della Grande Polonia.
Ricopre una superficie di 128,95 km² e nel 2004 contava 5 761 abitanti.